# Огуры

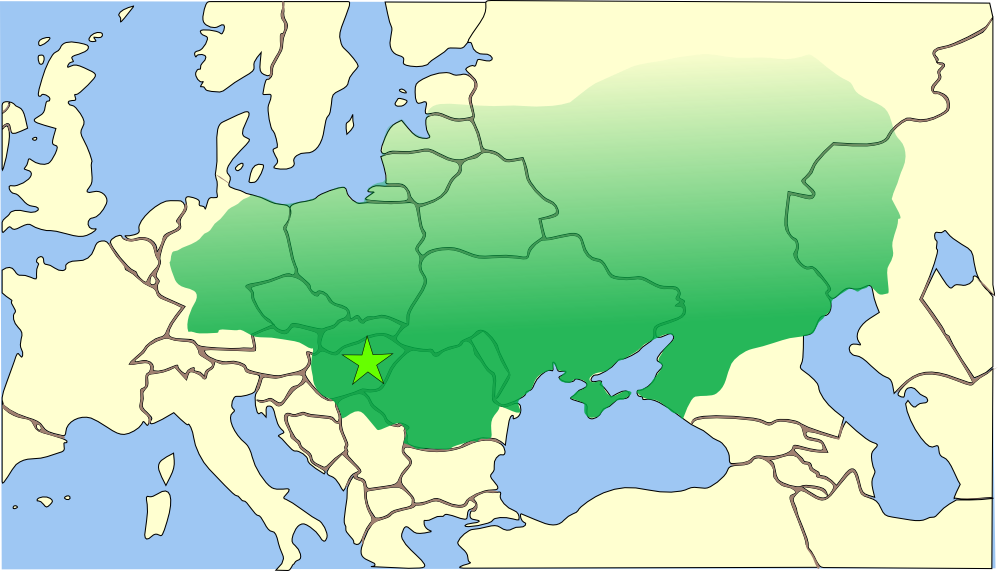
Гуннская держава около 450 года

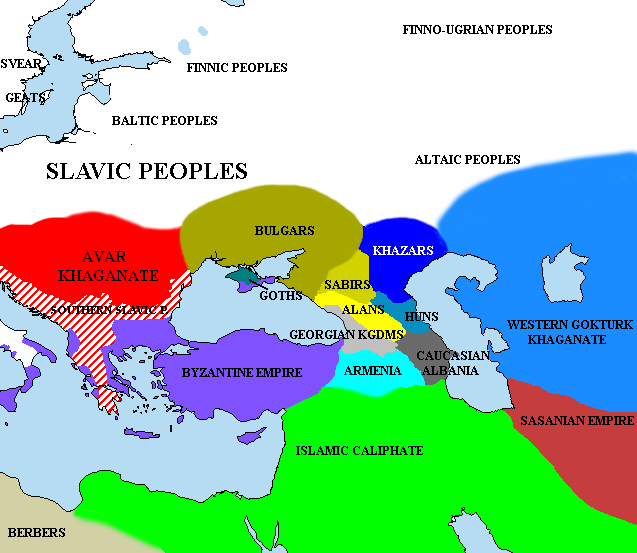
Расселение огурских народов — авар, булгар, хазар, остатков гуннов, около 650 г.

Огуры (огурский массив племён) — часть тюркских племён, первоначально обитавшая в Центральной Азии, но рано выделившаяся и мигрировавшая в Европу.

## История

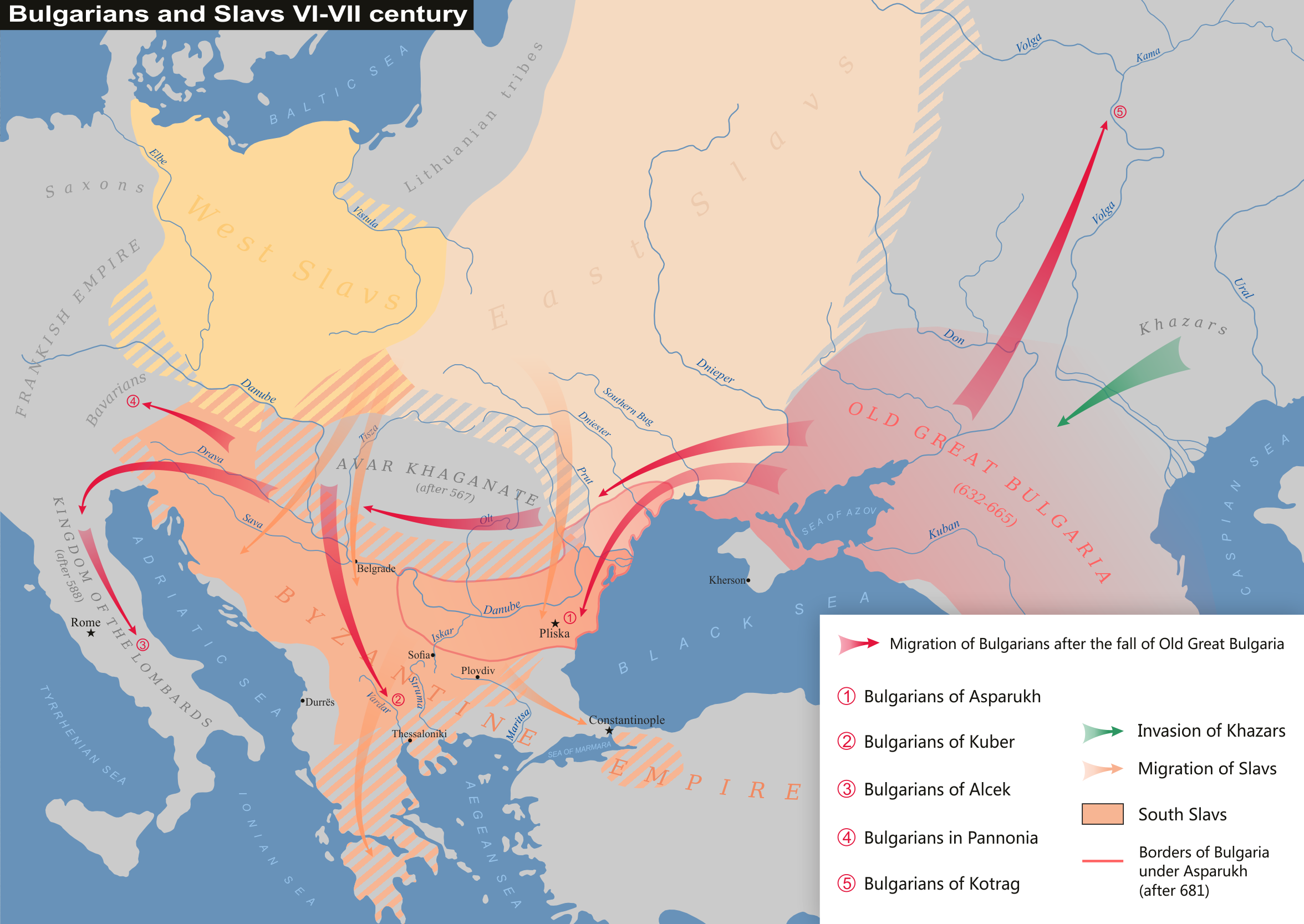
Дальнейшее расселение булгар в 6-7 веках

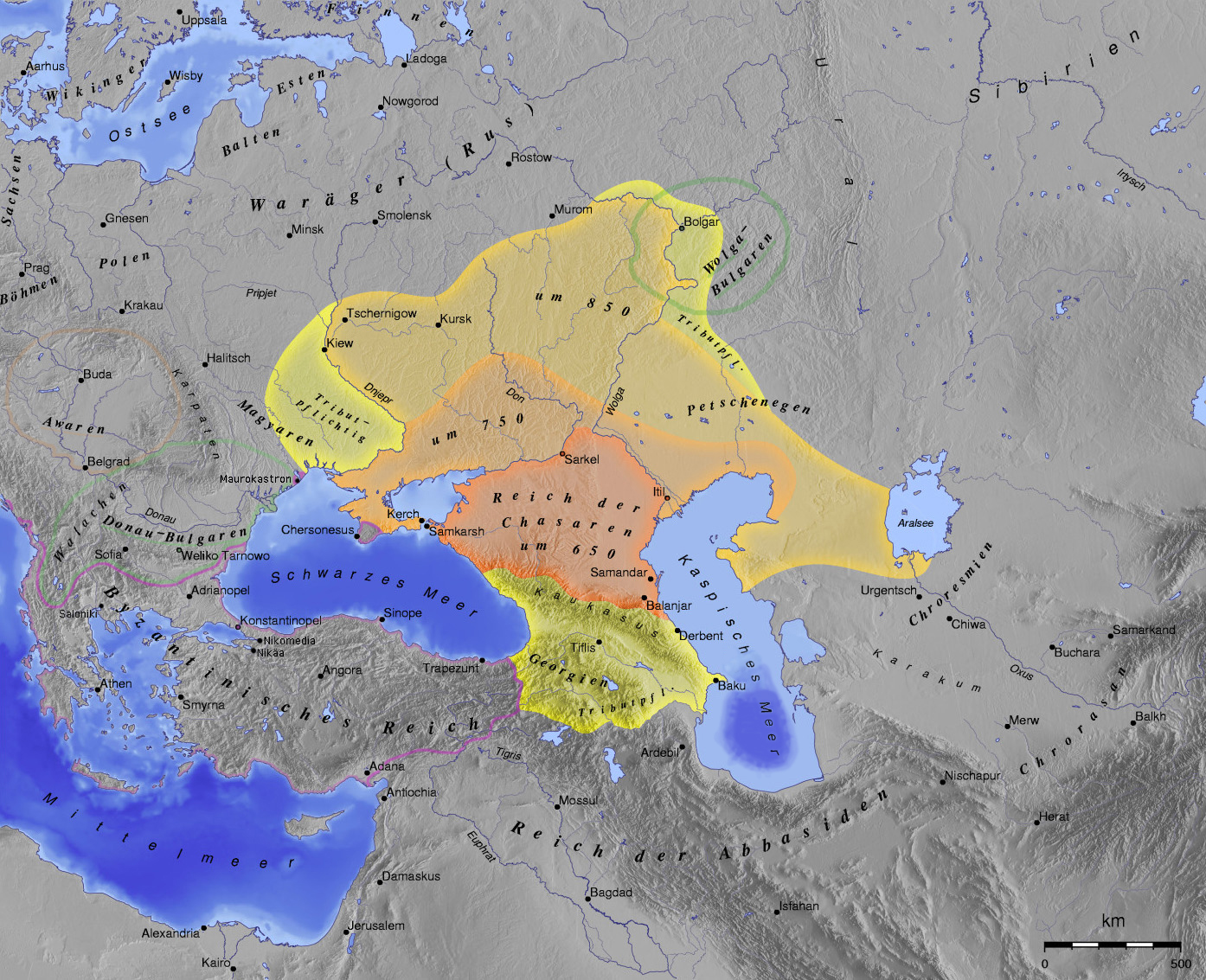
Рост и экспансия Хазарского каганата в 7-9 веках

Предполагается, что огуры очень рано выделились из общего массива пратюркских племён. Выделение огуров произошло из более крупного в то время объединения — огузов, предположительно в середине первого тысячелетия н. э.
С выделением огуров связано также начало распада пратюркского языка на собственно тюркскую группу языков и огурскую («булгарскую») группу языков.
Огуры первыми из тюрков осуществили несколько миграционных волн на запад.
В первой половине V века огуры под управлением племени гуннов завоевали почти всю Европу и создали огромную многоэтничную державу. После её распада племена огуров ещё многие века в Европе называли «гуннами».
В VI веке в Европе появились авары (обры) и создали Аварский каганат.
В VII веке широко распространились булгары, которых в свою очередь потеснили на запад и север хазары, создавшие Хазарский каганат.
В конце концов в основном кочевавшие до этого огуры постепенно ассимилировались с местным населением и осели в современной восточной Европе (Подунавье, Подонье, Причерноморье, Поволжье).

## Классификация
К огурам можно отнести следующие исторические племена и народы:
- Гунны?
- Булгары
  - Оногуры
  - Сарагуры
  - Кутригуры
  - Утигуры
  - Уроги
  - Хайлангуры
  - Альтциагиры?
- Акациры?
- Савиры?
- Авары (обры)?
- Хазары

## Мифические генеалогии
В «Еврейско-хазарской переписке» X века известно «Ответное письмо царя Иосифа», где тот описывает мифическую генеалогию хазар и родственных им народов:
Я сообщаю тебе, что я (происхожу) от сынов Иафета, из потомства Тогармы. Так я нашел в родословных книгах моих предков, что у Тогармы было десять сыновей; вот их имена: 
первенец - Авийор (Агийор, Уюр); 

второй - Тир-с (Турис), 

третий - Аваз (Авар, Азах), 

четвертый - Угуз (Угин, Авин, Уян), 

пятый - Биз-л (Басил, Бизил), 

шестой - Т-р-на, 

седьмой - Хазар (Хазариг), 

восьмой - З-нур (Знур, Яну, Янур, Узр), 

девятый - Б-лг-р (Булгар), 

десятый - Савир. 
Я (происхожу) от сыновей Хазара, седьмого (из сыновей).
В книге «Иосиппон» X века также приведена мифическая генеалогия хазар и родственных им народов:
Тогарма составляют десять родов, от них:
Козар, 

Пецинак (Пацинак), 

Аликанус (Алан), 

Булгар, 

Р-г-бина (Канбина), 

Турк, 

Буз, 

З-бух (Захук), 

Ун-г-ри (Уф), 
Тил-м-ц (Толмац).

## Огуры и угры
Существует предположение, что именно огуры через мадьяр передали своё имя также и не относящимся к тюркским народам уграм.